# Chrysoexorista caeruleiventris
Chrysoexorista caeruleiventris är en tvåvingeart som beskrevs av Wulp 1890. Chrysoexorista caeruleiventris ingår i släktet Chrysoexorista och familjen parasitflugor. Inga underarter finns listade i Catalogue of Life.